# Kabaağaçkıran, Akhisar
Kabaağaçkıran là một xã thuộc huyện Akhisar, tỉnh Manisa, Thổ Nhĩ Kỳ. Dân số thời điểm năm 2011 là 41 người.